# Marilia holzenthali
Marilia holzenthali là một loài Trichoptera trong họ Odontoceridae. Chúng phân bố ở vùng Tân nhiệt đới.